# Grimmenichthys ansorgei
Grimmenichthys ansorgei è un pesce osseo estinto, appartenente ai folidoforiformi. Visse nel Giurassico inferiore (Toarciano, circa 184 - 183 milioni di anni fa) e i suoi resti fossili sono stati ritrovati in Germania.

## Descrizione
Questo pesce era di medie dimensioni, e non doveva superare di molto i 10 centimetri di lunghezza. È noto solo per un esemplare incompleto ma articolato, sufficiente in ogni caso a ricostruirne l'aspetto. Probabilmente Grimmenichthys possedeva un corpo slanciato e doveva essere simile ad altri pesci folidoforiformi come Pholidophorus e Ankylophorus, ma possedeva alcune caratteristiche che lo distinguevano dalle forme simili, come un preopercolo dotato di una tacca nel margine anteroventrale. Altre caratteristiche richiamano da vicino Pholidophorus e Lombardichthys, come la presenza di cinque o sei ossa infraorbitali, le scaglie di tipo lepisosteoide, la regione predorsale più alta che lunga. Le vertebre addominali di Grimmenichthys, inoltre, erano diplospondile; questa caratteristica si riscontra anche in altri folidoforidi come Pholidoctenus e Malingichthys, ma in questi ultimi due generi il pattern di mineralizzazione degli emicordacentri è differente. 

## Classificazione
Grimmenichthys ansorgei è noto per un fossile ritrovato nella zona di Grimmen (Mecklenburg - Pomerania Occidentale, Germania), in terreni provenienti dal Toarciano inferiore. Grimmenichthys è un membro dei Pholidophoriformes, un gruppo di pesci attinotterigi considerato all'origine dei teleostei (il più grande gruppo di pesci attuali). È probabile che, all'interno di questo gruppo, Grimmenichthys fosse molto vicino alla (o addirittura un membro della) famiglia Pholidophoridae.